# Palais am Fürstenwall

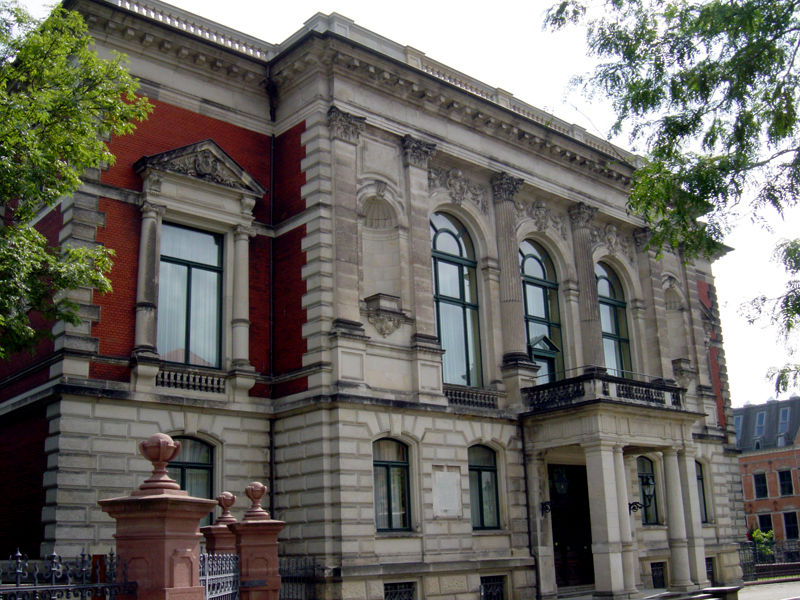
Palais am Fürstenwall, Magdeburg

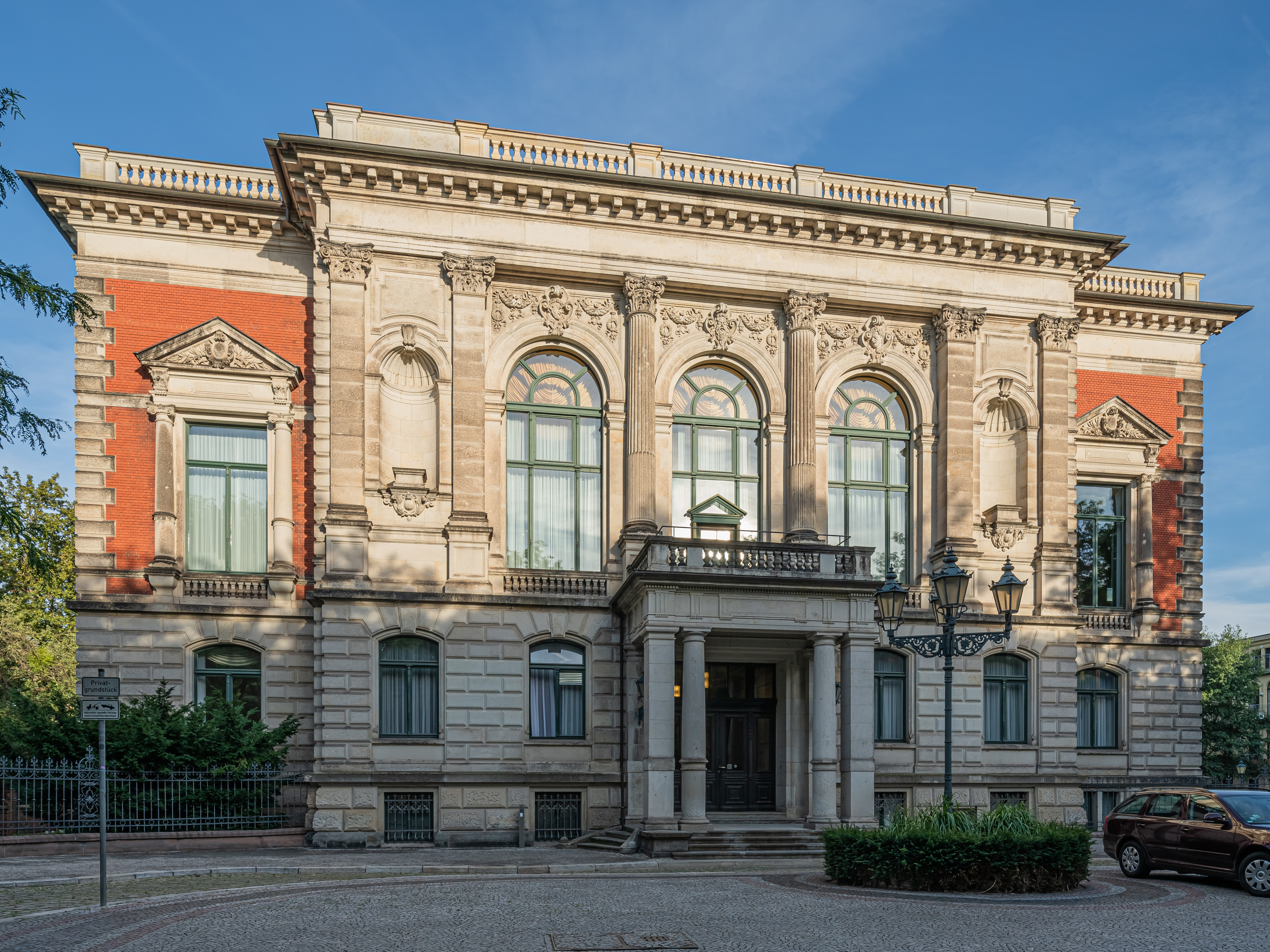
Vorderansicht

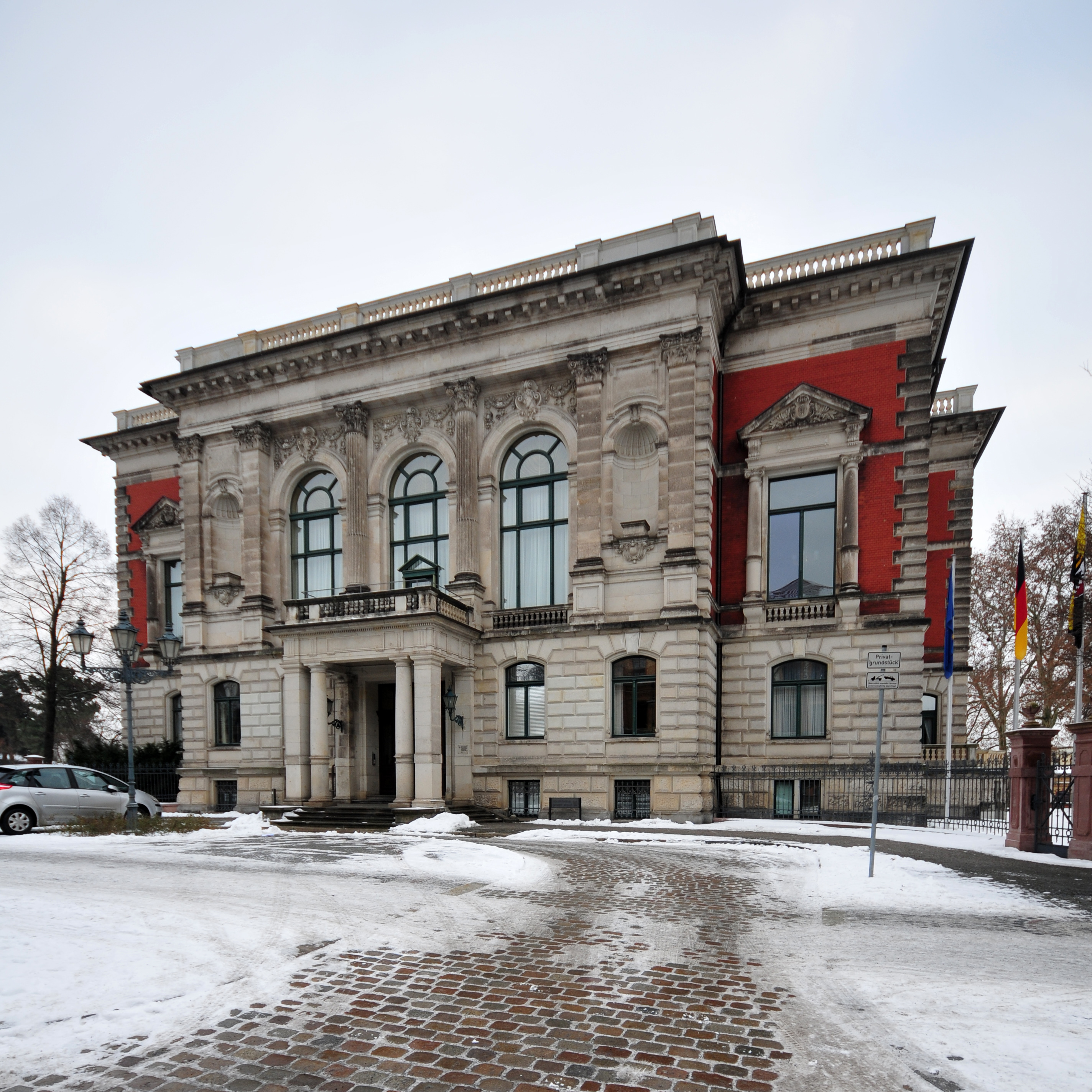
Palais am Fürstenwall (2012)

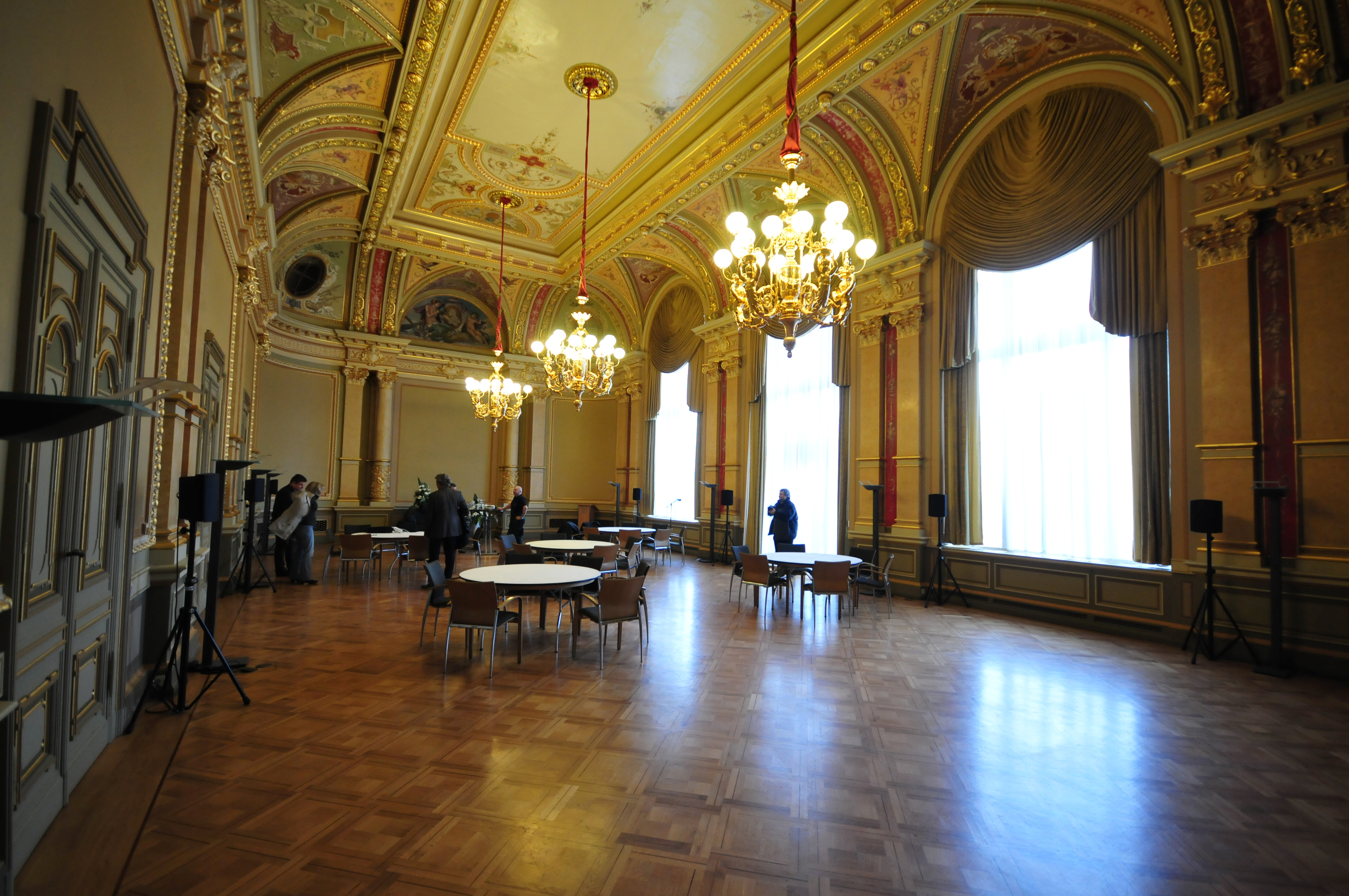
Innenansicht

Das Palais am Fürstenwall gehört zu den wichtigsten historischen Bauwerken in Magdeburg. Errichtet zwischen 1889 und 1893 in der Nähe des Magdeburger Doms und des Fürstenwalls in der damaligen Augustastraße (heute Hegelstraße 42), beherbergt das Haus heute die Staatskanzlei des Landes Sachsen-Anhalt.

## Geschichte
Ursprünglich diente das Palais am Fürstenwall als Generalkommando des IV. Armeekorps und war damit eines der wichtigsten Verwaltungsgebäude Preußens, in dem sich auch Kaiser Wilhelm II. und seine Familie regelmäßig aufhielten.

### Vorgeschichte
Bis Ende des 19. Jahrhunderts war das Grundstück Teil von Magdeburgs umfangreichen Festungsanlagen, an deren Ausbau maßgeblich Fürst Leopold von Anhalt-Dessau – der „Alte Dessauer“ – beteiligt war (von 1702 bis 1747 Magdeburgs Festungskommandant). 1874 schließlich wurden die Mauern fast vollständig abgerissen, weil neue Waffentechnik ihre bisherige Schutzfunktion in kurzer Zeit hatte wirkungslos werden lassen.
Für das neue Baugebiet galt ein neues, anderes Konzept: Es war von Anfang an als „Vorzeigestraße“ geplant, als Wohnadresse für die obere Schicht der Gesellschaft, Rechtsanwälte und Industrielle.
Die Straße wurde breiter gebaut, die Häuser entstanden in größerem Abstand zueinander und mit geringer Etagenzahl. Deren Baustil orientierte sich mit ihren aufwändig gestalteten Fassaden an italienischen Palazzi.
Neben der Funktion als Wohngegend kam die als Sitz wichtiger Behörden hinzu. Erstes Haus am Platz wurde das Palais am Fürstenwall: Gebaut für das Generalkommando des IV. Armeekorps, wurde der repräsentative Sandstein-Backsteinbau innen gleichermaßen aufwändig gestaltet wie außen.

### Nutzung ab 1893
Nach der Einweihung am 8. Mai 1893 zog General Karl-Eduard von Hänisch, preußischer Generalkommandant des IV. Armeekorps, der obersten militärischen Behörde für die Regierungsbezirke Magdeburg und Merseburg sowie die Herzogtümer Anhalt und Sachsen-Altenburg, aus dem bisherigen Dienstsitz im Domplatz 5 in das Erdgeschoss.
Der wohl prominenteste Bewohner war Paul von Hindenburg. Von 1904 bis 1911 hatte er als Kommandierender General sein Quartier im Palais am Fürstenwall. Sein Nachfolger war Friedrich Sixt von Armin. 27 Jahre lang nutzte das Generalkommando des IV. Armeekorps das Palais am Fürstenwall als Dienstgebäude. Letzter dort wohnender Kommandierender General war von 1918 bis 1920 der preußische Generalleutnant Guido Sontag (1858–1931). Von 1921 bis 1943 nutzten Finanzbeamte das Haus.

### Ab 1945

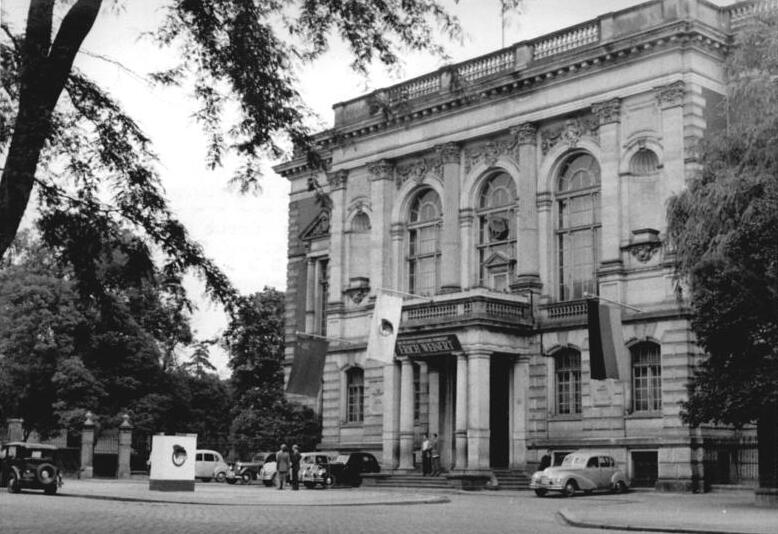
Erich-Weinert-Haus der Deutsch-Sowjetischen Freundschaft, Juni 1953

Nach dem Zweiten Weltkrieg residierten zunächst US-Militärspitzen im Gebäude, dann die sowjetische Militäradministration. Nachdem diese nach Halle verlegt worden war, zog für ein paar Monate der Magdeburger Rundfunk ein. Von 1946 bis 1949 war dort der SED-Bezirks- und Kreisvorstand untergebracht. Ab 1949 wurde es kulturell genutzt als „Haus der Deutsch-Sowjetischen Freundschaft“. Am 25. Juni 1953 erhielt es den Namen „Erich-Weinert-Haus der Deutsch-Sowjetischen Freundschaft“.

### Seit 1990
1990 gehörte das Haus dem Bund. Am 30. Juni 1993 wurde der Kaufvertrag unterzeichnet. Der Kaufpreis betrug 2,84 Millionen Euro – der Verkehrswert lag bei rund 11,3 Millionen Euro. Dafür musste sich das Land verpflichten, das Grundstück innerhalb von drei Jahren für die Landesverwaltung herzurichten und auch weitere 15 Jahre für diesen Zweck zu nutzen.
Von Juni 1991 bis Ende 1995 wurde die Komplettsanierung im Wesentlichen abgeschlossen, bis 2000 bekamen
die Räume ihren Feinschliff. An dem Großprojekt waren 21 Restauratoren, 50 Maler, drei Fotografen,
ein Chemiker und ein Vermesser beteiligt, die rund 2.000 Quadratmeter Wand- und Deckenflächen freizulegen hatten.
Von 2001 bis 2005 wurde das Palais vom Ministerium der Justiz genutzt. Seit Ende 2005 dient das Palais am Fürstenwall wieder als Staatskanzlei und Dienstsitz des Ministerpräsidenten von Sachsen-Anhalt.

## Gebäude
Das Palais am Fürstenwall ist das Hauptwerk des Magdeburger Architekten Paul Ochs. Das frei stehende Gebäude im Stil der italienischen Hochrenaissance hebt sich deutlich von benachbarten Gebäuden ab. Das dreigeschossige, zur Hegelstraße hin zweigeschossige Haus steht separat im Gegensatz zu den geschlossenen Häuserfronten in der Nachbarschaft.
Wie zur Gründerzeit üblich, wurde es nach italienischem Vorbild erbaut. Die Formen des jeweiligen Stils – Renaissance und teilweise Barock – wurden damals nach individuellem Geschmack industriell gefertigt und an das Mauerwerk gebracht. Doch der äußere Stil fehlte meist im Inneren der Häuser. Anders im Palais am Fürstenwall: Die Militärverwaltung konnte offensichtlich umfangreiche Finanzmittel für den Neubau ausgeben, und so war es für den Architekten möglich, großzügig zu planen und kostbare Materialien verarbeiten lassen zu können, was das heute wieder eindrucksvolle Innere des Gebäudes beweist.
Das zeigt sich auch an der Gestaltung der Fassaden: Sandstein- und Ziegelflächen wechseln sich ab, jede der vier Seiten des Hauses unterscheidet sich von den anderen. Die Vorderfront zeichnet sich durch geziegelte Außenachsen aus, die eine fünfgeteilte Sandsteinfläche einrahmen, die mit den drei großen Bogenfenstern aus dem Gebäude hervorragt. So wird die Fläche sowohl von den verschiedenen Materialien als auch von diesem Risalit genannten Vorsprung gegliedert.

## Besichtigungen
An zwei Sonnabenden im Monat öffnet sich das Palais am Fürstenwall für interessierte Besucher, für den kostenfreien einstündigen Rundgang ist eine telefonische Anmeldung erforderlich. Zu sehen sind beispielsweise der Festsaal, der Kabinettssaal, das Kaminzimmer und das Dienstzimmer des Ministerpräsidenten, auch wird die Geschichte des Gebäudes erzählt.